# Cucullia maracandica
Cucullia maracandica är en fjärilsart som beskrevs av Otto Staudinger 1888. Cucullia maracandica ingår i släktet Cucullia och familjen nattflyn. Inga underarter finns listade i Catalogue of Life.